# 一籠傻鳥
一籠傻鳥（La Cage aux Folles）是一部1978年法國和義大利合拍的電影，改編自1973年同名音樂劇。導演是愛德華多·莫利納羅。這是一部同性戀題材電影。電影獲得了不錯的評價，在爛番茄上的平均得分是7.8/10。這部電影獲得了3項第52屆奧斯卡獎的提名，包括最佳導演、最佳劇本和最佳化妝設計。1996年，好萊塢翻拍了這部電影，並改名為鳥籠。

## 外部連結
- 互联网电影数据库（IMDb）上《一籠傻鳥》的资料（英文）
- Box Office Mojo上《一籠傻鳥》的資料（英文）
- 豆瓣电影上《一籠傻鳥》的資料 （简体中文）
- 爛番茄上《一籠傻鳥》的資料（英文）